# Erik Persson (Handballspieler)
Erik Persson (* 9. Mai 1998 in Västerås) ist ein schwedischer Handballspieler. Der 1,94 m große rechte Rückraumspieler spielt seit 2023 für den deutschen Bundesligisten Frisch Auf Göppingen.

## Karriere

### Verein
Persson lernte das Handballspielen in der Jugend von Irsta HF. Der Rückraumspieler spielte in der Saison 2014/15 für den schwedischen Zweitligisten VästeråsIrsta HF. Anschließend lief er die nächsten acht Jahre für Eskilstuna Guif in der ersten schwedischen Liga, der Handbollsligan, auf. Mit dem Team aus Eskilstuna kam er nicht über den siebten Platz der Hauptrunde hinaus. In der folgenden Meisterrunde der besten acht Mannschaften schied er zweimal im Viertelfinale aus. In der Saison 2022/23 wurde der Linkshänder mit 151 Toren zweitbester Torschütze hinter Mathias Pedersen (156).
Zur Saison 2023/24 wechselte er zum deutschen Bundesligisten Frisch Auf Göppingen.